# Tatiana S. Riegel
Tatiana S. Riegel ist eine US-amerikanische Filmeditorin, die in ihrer über 20-jährigen Laufbahn bei rund 30 Kino- und Fernseh-Produktionen für den Schnitt verantwortlich war, darunter Filme des modernen Kinos wie The Million Dollar Hotel, Männer, die auf Ziegen starren, Fright Night oder Ganz weit hinten.

## Leben und Karriere
Tatiana S. Riegel wurde als Tochter eines Astronomieprofessors und einer Lehrerin geboren. Sie ist die ältere Halbschwester der Schauspielerin Eden Riegel und des Drehbuchautors und Schauspielers Sam Riegel.
Aufgewachsen in Los Angeles, arbeitete sie von 1986 bis 1998 überwiegend als Schnittassistentin bei verschiedenen Hollywood-Produktionen, unter anderem bei Filmen wie Das Messer am Ufer, JFK – Tatort Dallas, Liebling, jetzt haben wir ein Riesenbaby, Pulp Fiction, Nach eigenen Regeln, Freeze – Alptraum Nachtwache oder Jackie Brown. Von 1993 an übernahm sie auch die Verantwortung als Filmeditorin, so zum Beispiel für den Drew-Barrymore-Film Mask of Murder 2 (Doppelgänger), für die Jennifer-Grey-Komödie Lover's Knot – Eine Liebe mit Hindernissen 1996 oder 1997 für die John-Erick-Dowdle-Produktion Full Moon Rising.
Im Jahr 2000 war sie dann für Wim Wenders’ Drama The Million Dollar Hotel tätig. Nach ihrer Arbeit für The Half Life of Timofey Berezin 2006 betreute sie als Editorin Kinoproduktionen wie Grant Heslovs Männer, die auf Ziegen starren, den Dokumentarfilm Glee on Tour – Der 3D Film von Kevin Tancharoen und Jennifer Arnold, das Horror-Remake Fright Night oder Jason Batemans Kinofilm Bad Words.
Seit 2007 arbeitete sie auch mehrfach mit dem Regisseur Craig Gillespie zusammen, unter anderem bei dessen Produktionen Lars und die Frauen mit Ryan Gosling in der Hauptrolle, dem Pilotfilm zur US-Fernsehserie Taras Welten, dem Kurzfilm Kid Cudi-No One Believes Me, dem Horror-Remake Fright Night mit Colin Farrell, der Kinoproduktion Million Dollar Arm oder dem Katastrophenfilm The Finest Hours.
In ihrer Laufbahn als Editorin war Tatiana S. Riegel für verschiedene Filmpreise nominiert, unter anderem für den Daytime Emmy Award und für den Eddie Award, den sie 2008 in der Kategorie Best Edited Miniseries or Motion Picture for Non-Commercial Television für den Film The Half Life of Timofey Berezin zusammen mit ihrem Kollegen Leo Trombetta gewinnen konnte. Für I, Tonya erhielt sie 2018 eine Oscarnominierung.
Tatiana S. Riegel ist Mitglied der American Cinema Editors. Seit 2014 ist sie darüber hinaus auch ein Mitglied der Academy of Motion Picture Arts and Sciences.

## Filmografie (Auswahl)

### Kino
- 1990: Denial
- 1993: Mask of Murder 2 (Doppelgänger) (Doppelganger)
- 1996: Lover's Knot – Eine Liebe mit Hindernissen (Lover's Knot)
- 1996: Full Moon Rising
- 1999: City, Friends & Sex (Splendor)
- 2000: The Million Dollar Hotel
- 2006: The Half Life of Timofey Berezin
- 2007: Lars und die Frauen (Lars and the Real Girl)
- 2009: Männer, die auf Ziegen starren (The Men Who Stare at Goats)
- 2011: Fright Night
- 2013: Ganz weit hinten (The Way, Way Back)
- 2013: Bad Words
- 2014: Million Dollar Arm
- 2016: The Finest Hours
- 2017: I, Tonya
- 2018: Gringo
- 2018: Verschwörung (The Girl in the Spider’s Web)
- 2021: Cruella

### Fernsehen
- 2001: Snow in August (Fernsehfilm)
- 2001: Das Geheimnis von Pasadena (Fernsehserie, eine Episode)
- 2001: Off Season (Fernsehfilm)
- 2002: Homeward Bound (Fernsehfilm)
- 2005: Dr. House (Fernsehserie, 3 Episoden)
- 2008: The Cleaner (Fernsehserie, eine Episode)
- 2008: Imaginary Bitches (Fernsehserie, 13 Episoden)
- 2008: My Own Worst Enemy (Fernsehserie, eine Episode)
- 2009: Taras Welten (Fernsehserie, eine Episode)

### Kurz- und Dokumentarfilme
- 2003: Fly Cherry (Kurzfilm)
- 2008: What We Take from Each Other (Kurzfilm)
- 2011: Kid Cudi-No One Believes Me (Kurzfilm)
- 2011: Glee on Tour – Der 3D Film (Glee: The 3D Concert Movie, Dokumentarfilm)